# Caryocorbula chittyana
Caryocorbula chittyana is een tweekleppigensoort uit de familie van de Corbulidae. De wetenschappelijke naam van de soort is voor het eerst geldig gepubliceerd in 1852 door C. B. Adams.